# Sara Harstick
Sara Harstick (Hildesheim, 8 settembre 1981) è un'ex nuotatrice tedesca.

## Carriera
Fece parte della staffetta che vinse la medaglia di bronzo nella 4x200m stile libero alle Olimpiadi di Sydney 2000 e di Atene 2004 (dove competé solo in batteria).

## Palmarès
- Giochi olimpici estivi

Sydney 2000: bronzo nella 4x200m stile libero.
Atene 2004: bronzo nella 4x200m stile libero.
- Mondiali

Fukuoka 2001: argento nella 4x200m stile libero.